# Piaggio P180 Avanti
Pour les articles homonymes, voir Avanti! (homonymie).
Dimensions
Le Piaggio P180 Avanti  est un avion d'affaires bimoteur construit par la société italienne Piaggio Aero, l'ingénieur principal étant Alessandro Mazzoni.

## Caractéristiques
Le P180  est un avion dit « trois-surfaces » (en anglais Three-surface aircraft) : l'aile avant (plan canard), l'aile principale et l'empennage. Le fuselage participe à la portance pour environ 20 % du total. Des essais en soufflerie (en coopération avec la NASA) ont permis de tester cette configuration. Cette architecture à aile principale reculée a été retenue pour éviter la perte de volume habitable causée par le passage du longeron de l'aile dans la cabine. Grâce à la portance de l'aile avant, le longeron de l'aile principale peut être reculé derrière la cabine.

Il dispose de 2 hélices propulsives.
La cabine est pressurisée et peut emporter deux pilotes et jusqu'à 9 passagers (907 kg).
Le plan canard, le nez, l'empennage et les nacelles moteurs sont faits de matériaux composites. Une étude menée en 1992 par la NASA conclut que cet avion a une résistance aux impacts bien supérieure aux exigences.

### Bruit intérieur et extérieur
Le bruit intérieur est inférieur à celui des avions à turbopropulseurs classiques, car les hélices et l'échappement des gaz se trouvent derrière la cabine. Piaggio cite 68 dB(A). Cependant, en raison du flux fortement perturbé dans lequel fonctionnent les hélices propulsives, le bruit extérieur est plus élevé. Il a été démontré que le niveau de bruit extérieur et ses caractéristiques sonores plus aiguës résultaient principalement de l'interaction entre les flux d'échappement des turbomachines et les hélices propulsives à cinq pales (est. +9 dB). Le bruit du P180 a fait l'objet de plaintes aux États-Unis comme à l'aéroport d'Aspen, dans le Colorado et l'aéroport municipal de Naples, en Floride, où cette autorité a déterminé qu'il s'agissait de l'avion le plus bruyant. Alan Parker, président du comité technique de l'administration municipale de l'aéroport de Naples, a qualifié l'Avanti de « fortement irritant » et a comparé le son aigu de l’appareil « à ceux des ongles sur un tableau ».
- Avanti I :

Longueur 14,17 m, hauteur 3,90 m
Envergure 13,84 m, allongement 11,8

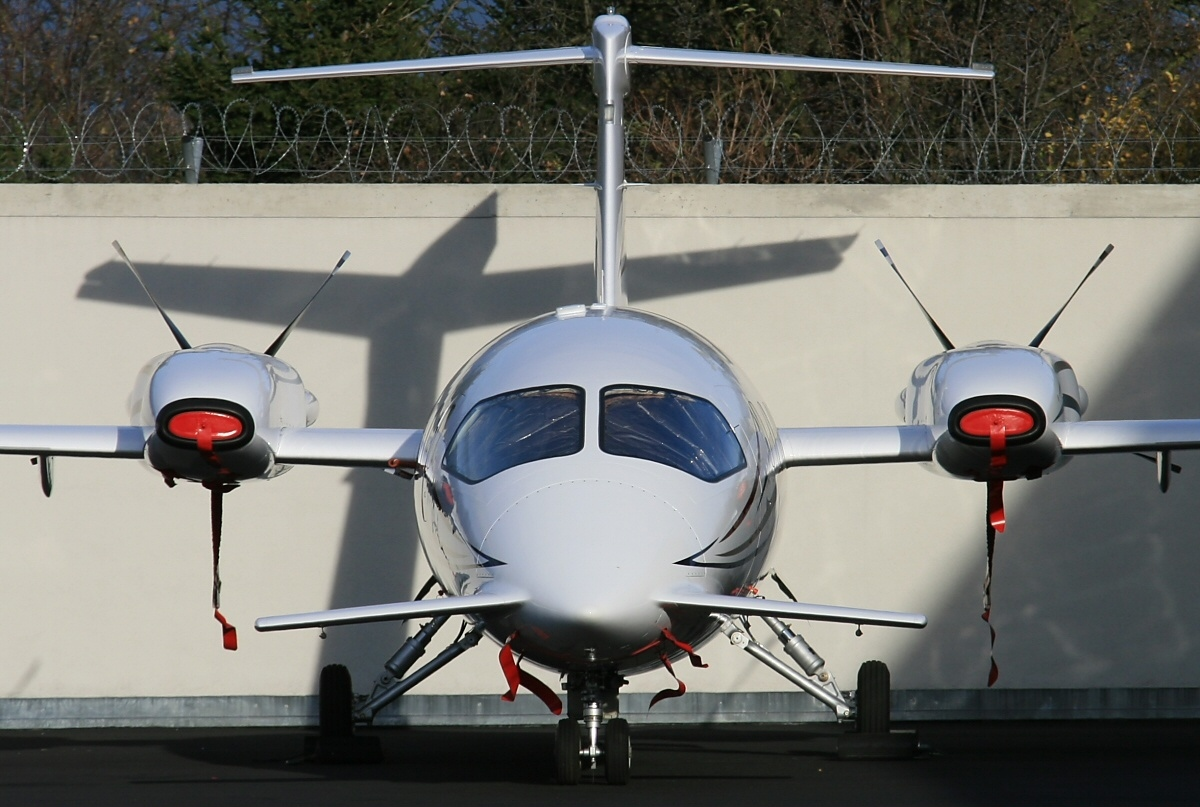
Vue de l'avant montrant le design unique.

Motorisation : 2 turbines Pratt & Whitney Canada PT6A-66 850 ch (taré gardant une puissance maximale jusqu'au FL200)
Propulsion : 2 hélices à 5 pales diamètre 2,16 m
masse à vide (1985) : 2 900 kg ; (1989) : 3 130 kg ; (1991) : 3 380 kg
charge variable : 1 550 kg
masse maximale (1991) : 4 800 kg
vitesse de croisière : 600 à 670 km/h au niveau FL 350 (10 600 m)
- Avanti II :

Même structure que l'Avanti I
Amélioration de l'avionique avec la famille PRO LINE 21
Motorisation : 2 turbines Pratt & Whitney Canada PT6A-66B 850 ch (taré gardant une puissance maximale jusqu'au FL250)

## Production
Il existe en 2019 en quatre versions :
- Avanti (100 exemplaires déjà livrés [Quand ?])
- Avanti II (cette dernière ayant obtenu son certificat en novembre 2005).

Le nouvel Avanti II est équipé d'une avionique entièrement électronique « Pro Line 21 » (Rockwell Collins). C'est le turbopropulseur le plus moderne et le plus rapide actuellement produit (ce qui lui permet de rivaliser avec des jets). Il est déjà[Quand ?] commandé à plus de 70 exemplaires fermes (ce qui représente un chiffre d'affaires de 450 M$). Il pourra avoir une charge utile supérieure (5 466 kg). Les prochains Avanti II seront propulsés par de nouveaux moteurs Pratt & Whitney Canada. Une campagne de promotion et son équipement intérieur le font parfois surnommer la « Ferrari du ciel ».
- Avanti NEO (en service depuis 2015, allant à 745 km/h. Seule version livré par Piaggio en 2017 avec 3 exemplaires[6])

Un drone de type MALE basé sur l'Avanti II, baptisé P.1HH Hammerhead, a été présenté au salon IDEX 2013 d'Abou Dabi. Il est le résultat de 2 ans d'études menées conjointement par Piaggio Aero et Selex ES. Il est capable de décoller et de se poser de manière autonome et de voler à près de 15 000 m durant 16 heures. Il est destiné à des missions de surveillance et de renseignement. Il a effectué son roll-out le 14 février 2013 et effectué son premier vol en décembre 2014. En février, l'armée de l'air italienne a commandé six appareils qui ne seront finalement pas livrés, puis en mars 2016, les Émirats arabes unis ont passé une commande de huit appareils. Le 31 mai 2016 le prototype no 1 s'est écrasé en mer Méditerranée, près de la Sicile lors d'un vol d'essai. Fin 2018, l'entreprise est placé en redressement judiciaire et la commande émiratie est annulée. En juin 2019, le gouvernement italien annonce un autre contrat pour aider l'entreprise avec l'achat de deux drones.
En France, l'Avanti II est notamment exploité par les compagnies aériennes Oyonnair et Pan Européenne Air Service.

## Performances

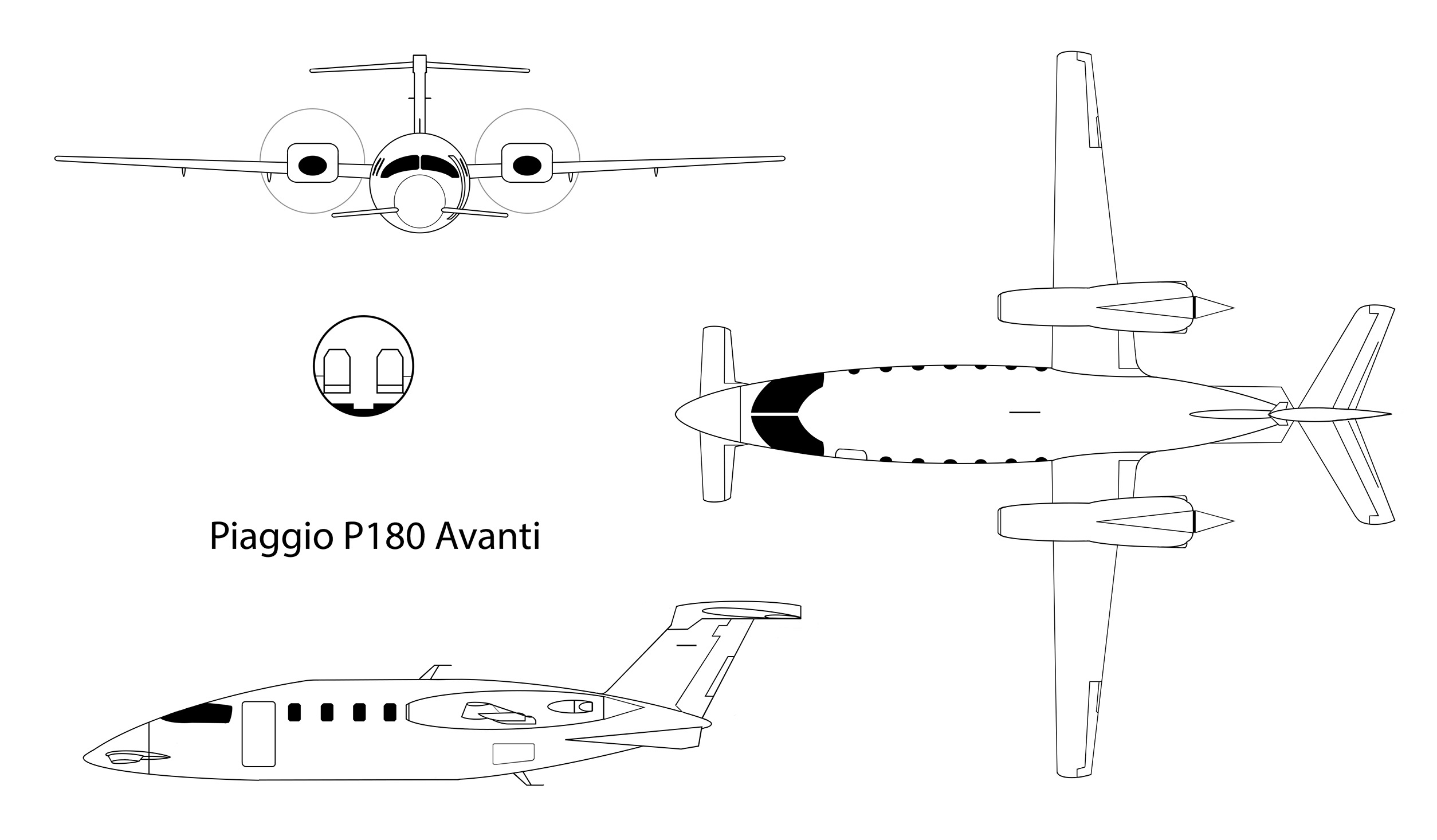
Tables de perspective

Détenant onze records du monde de vitesse, il a une autonomie de 1 300 nautiques (2 400 km), une vitesse maximale de 398 nœuds (738 km/h) et une altitude de croisière maximum de 12 500 m.
La conception unique de cet avion permet d'obtenir la vitesse de croisière des avions à réaction d'affaires (environ 380 Kt TAS) tout en ayant la consommation d'un bi-turbopropulseur de type Beechcraft 350 ou Beechcraft Super King Air (180 kg/moteur/heure).

## Chronologie
Le P180 Avanti a été présenté en 1983, a volé pour la première fois en 1986 et a obtenu sa certification en 1990.
- 2000 : La Scuderia Ferrari a choisi de voler avec le P180 Avanti aux couleurs rouges de Ferrari. Sont créées la même année, Piaggio Aero France et Piaggio America.
- 2001 : Michael Schumacher devient le parrain testimonial du P180, la « Ferrari dei cieli » (la Ferrari du ciel)
- 2002 : Contrat conclu avec Sky Line pour la production de 8 avions P180 Avanti
- Record du monde de vitesse pour sa classe d'appareils.
- 2003 : Un P180 Air Ambulance  est livré au Secours aérien polonais
- Cinq nouveaux records de vitesse.
- Livraison d'un P180 au corps italien des Sapeurs-Pompiers.
- Piaggio America s'installe à West Palm Beach en Floride
- Blue Panorama Airlines acquiert deux P180 Avanti pour sa flotte
- Avantair, société de fractional acquiert 12 P180
- 2004 : Contrat avec Avantair pour la livraison de 29 P180 Avanti, pour un montant total de 200 M$.
- Première vente de 6 P180 en Allemagne
- Livraison à Euro Skylink du premier P180 certifié pour voler au Royaume-Uni
- Livraison du premier P180 à la gendarmerie royale du Canada (les tuniques rouges)
- Présentation de l'Avanti II
- 2007 : La compagnie d'aviation d'affaire Française Transport'Air s'équipe de 4 P180 Avanti 2
- 100 P180 ont été produits.
- Livraison d'un P180 au corps des Forêts italien.
- 15/06/09 : la compagnie indonésienne Susi Air commande un premier Avanti II au Salon du Bourget.
- 2009 : 200e Piaggio Avanti produit